# محمد علی‌اکبروف
محمد علی‌اکبروف (ترکی آذربایجانی: Məmməd Həmid oğlu Ələkbərov; ۱۸۹۹ – ۷ فوریهٔ ۱۹۵۹) سیاست‌مدار اهل جمهوری آذربایجان و از وزرای آموزش و پرورش این کشور بود.